# Pierre Bouvier
Pierre Charles Bouvier (Montréal 1979. május 9.) a Simple Plan nevű kanadai pop-punk együttes egyik alapító tagja.

## Pályafutása
Első zenekarát, a Reset-et 15 évesen alapította barátjával, Chuck Comeau-val. Mivel a Resettel nem volt elégedett, megalapította a Simple Plant, melynek nem csak frontembere, hanem énekese és gitárosa is lett.